# Phaleria pilistyla
Phaleria pilistyla är en tibastväxtart som beskrevs av P.F. Stevens. Phaleria pilistyla ingår i släktet Phaleria och familjen tibastväxter. Inga underarter finns listade i Catalogue of Life.